# Atsuko Maeda
Pour les articles homonymes, voir Maeda.
Atsuko Maeda (前田敦子, Maeda Atsuko) née le 10 juillet 1991 à Ichikawa au Japon, est une chanteuse, actrice et idole japonaise, ex-membre du groupe de J-pop AKB48, Team A, et également ex-membre de son sous-groupe Team Dragon from AKB48 et Team Surprise.
Elle fut l'un des membres les plus connus au Japon et est la plus populaire chez les fans.
Elle joue en 2007 dans le film Densen Uta, ainsi que dans le drama Majisuka Gakuen en 2010 avec les autres membres. La même année, elle interprète le rôle-titre, celui d'un robot humanoïde dans le drama Q10.
Le 25 mars 2012, à l'occasion du concert des AKB48 à la Saitama Super Arena, elle annonce son départ prochain du groupe. Elle est diplômée du groupe le 27 août 2012 après un ultime concert au Théâtre d'AKB48.
Elle est aujourd'hui chanteuse soliste chez King Records depuis son départ du groupe.

## Sa carrière

### Au sein des AKB48

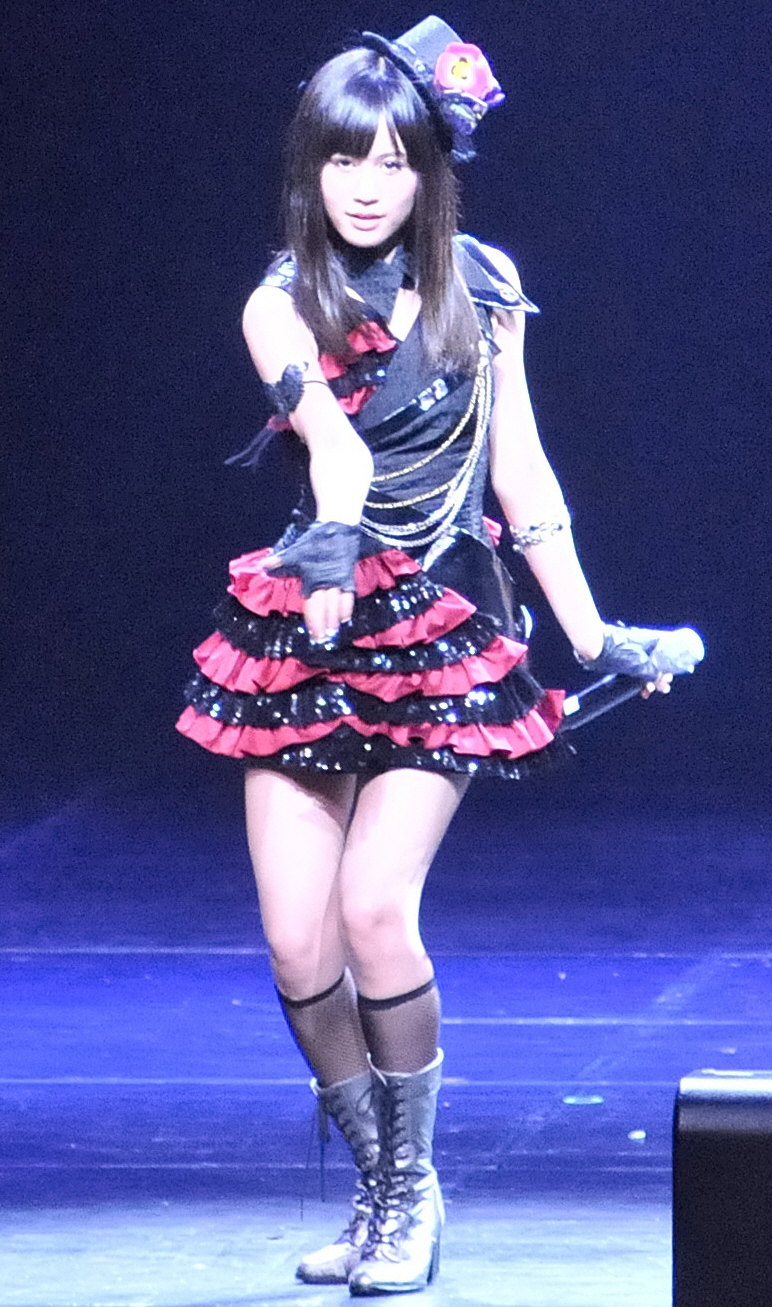
Atsuko Maeda en concert avec AKB48 à l'Anime Expo de Los Angeles, en juillet 2010.

Maeda fait partie des membres de la première génération en décembre 2005. À partir du premier clip de la chanson Aitakatta (会いたかった), elle a un rôle central dans tous les clips des AKB48.
En 2009, elle devient le membre le plus populaire du groupe lors de l'élection Senbatsu qu'elle remporte avec 4 630 votes. Elle sera battue par Yuko Oshima en 2010 puis par Mayumi Uchida la même année.
Maeda revient au top en 2011 lors de la 3e élection senbatsu qu'elle remporte avec 139 892 voix contre 122 843 pour Yuko Oshima.
Le 25 mars, Maeda Atsuko annonce qu'elle quittera définitivement les AKB48. Il a été révélé plus tard que son départ aura lieu après les trois concerts consécutifs au Tokyo Dome qui ont eu lieu les 24, 25 et 26 août 2012
Finalement, elle fait ses adieux aux AKB48 le 27 août 2012 dans l'AKB Theater lors d'un concert spécial de la Team A. Elle s'adresse au fan de la manière suivante :

« Je suis heureuse d’avoir pu revenir ici auprès de vous après les concerts au Tokyo Dome. Cela me fait réaliser à nouveau que c’est vraiment ça les AKB48, et que j’ai eu la chance de vivre dans un magnifique endroit comme celui-ci. J’ai été comblée de bonheur pendant ces sept années. Je suis vraiment heureuse d’avoir pu rencontrer Akimoto-san, le staff et bien sûr, vous, les fans. Merci beaucoup à tous. Grâce à vous, j’ai pu quitter le groupe sans problèmes. Je vais faire de mon mieux à partir de maintenant. Merci beaucoup à tous. »

Face au grand nombre de fans qui avaient fait le déplacement malgré le fait qu'ils n'avaient pas de billet, Maeda décide d'apparaître au balcon du AKB Theater afin de les remercier. Son apparition de deux minutes provoquera l'hystérie chez les fans.
En 2016, Atsuko Maeda fait une brillante apparition (avec d'autres membres graduées telles que Tomomi Itano, Mariko Shinoda et Yuko Oshima) aux côtés d'AKB48 sur le 43e single du groupe Kimi wa Melody qui le 9 mars, afin de célébrer 10e anniversaire du groupe.

### Après AKB48
Lors d'une conférence de presse qui a eu lieu avant son dernier concert, Maeda Atsuko annonçait vouloir voyager et étudier à New York. Elle ne parle d'aucun plan de carrière particulier. Elle a joué dans quelques mini-séries et un petit film tourné en Russie. Elle tourne parfois dans des publicités japonaises, elle joue dans des "drama" et des films Japonais.
Après quatre singles sortis, Atsuko réalise son premier album solo Selfish qui sort en juin 2016.

## Vie privée
En juillet 2018, Atsuko Maeda épouse à vingt-sept ans l'acteur Ryo Katsuji (en) après s'être rencontrés trois ans auparavant,. Le 15 septembre 2018, elle annonce être enceinte de son premier enfant.

## Discographie solo

### Albums
1. 22 juin 2016 : Selfish

### Singles
| # | Titre                     | Date de sortie    | Classement                  | Classement              | Classement               | Ventes de l'Oricon | Ventes de l'Oricon |
| # | Titre                     | Date de sortie    | Oricon Weekly Singles Chart | Billboard Japan Hot 100 | RIAJ Digital Track Chart | Première semaine   | Total              |
| - | ------------------------- | ----------------- | --------------------------- | ----------------------- | ------------------------ | ------------------ | ------------------ |
| 1 | Flower                    | 22 juin 2011      | 1                           | 1                       | 5                        | 176 967            | 213 787            |
| 2 | Kimi wa Boku da           | 20 juin 2012      | 2                           | 1                       | 4                        | 136 212            | 170944             |
| 3 | Time Machine Nante Iranai | 18 septembre 2013 | 2                           | 1                       |                          | 60 687             | 74 293             |
| 4 | Seventh Chord,            | 5 mars 2014       | 4                           | 3                       |                          | 42,784             | 51 120             |

## Discographie au sein des AKB48
1. "Sakura no Hanabiratachi"
2. "Skirt, Hirari"
3. "Aitakatta"
4. "Seifuku ga Jama o Suru"
5. "Keibetsu Shiteita Aijō"
6. "Bingo!"
7. "Boku no Taiyō"
8. "Yūhi wo Miteiru ka?"
9. "Romance, Irane"
10. "Sakura no Hanabiratachi 2008"
11. "Baby! Baby! Baby!"
12. "Ōgoe Diamond"
13. "10nen Zakura"
14. "Namida Surprise!"
15. "Iiwake Maybe"
16. "River"
17. "Sakura no Shiori"
18. "Ponytail to Chouchou"
19. "Heavy Rotation"
20. "Beginner"
21. "Chance no Junban"
22. "Sakura no Ki ni Narō"
  - "Dareka no Tame ni (What Can I Do for Someone?)" (download-only charity song)
23. "Everyday, Katyusha"
24. "Flying Get"
25. "Kaze wa Fuiteiru"
26. Songs on "Ue kara Mariko"
  - "Noël no Yoru"
  - "Rinjin wa Kizutsukanai"
27. "Give Me Five!"
28. "Manatsu no Sounds Good!"
29. Songs on "Gingham Check"
  - "Yume no Kawa"

### Stage units
Team A 1st Stage
1. "Skirt, Hirari" (1st + 2d units)
2. "Hoshi no Ondo" (2d unit)

Team A 2d Stage
1. "Nageki no Figure'
2. "Nagisa no Cherry"
3. "Senaka kara Dakishimete"
4. "Rio no Kakumei"

Team A 3rd Stage
1. "Nage Kiss de Uchi Otose!"
2. "Seifuku ga Jama o Suru"

Team A 4th Stage
1. "7ji 12fun no Hatsukoi"

Himawari-gumi 1st Stage
1. "Idol Nante Yobanaide" (1st unit)

Himawari-gumi 2d Stage
1. "Hajimete no Jelly Beans" (1st unit)

Team A 5th Stage
1. "Kuroi Tenshi"

Team A 6th Stage
1. "Ude wo Kunde"

### Filmographie
- 2007 : Ashita no Watashi no Tsukurikata (あしたの私のつくり方?) : Hanada Kanako
- 2007 : Densen Uta (伝染歌?) : Takahashi Kana
- 2008 : Nasu Shōnenki (那須少年記?)
- 2011 : Moshi koko yakyu no joshi Manager ga Drucker no "Management" o yondara (もし高校野球の女子マネージャーがドラッカーの『マネジメント』を読んだら?)
- 2012 : Kueki Ressha (苦役列車?)
- 2013 : Kuroyuri danchi (クロユリ団地?)
- 2013 : Moratorium Tamako (もらとりあむタマ子?)
- 2014 : Seventh Code (セブンス コード) de Kiyoshi Kurosawa : Akiko Takayama
- 2014 : Kamisama no iu toori (神さまの言うとおり)
- 2015 : Initiation Love (イニシエーション・ラブ)
- 2019 : Au bout du monde (旅のおわり世界のはじまり, Tabi no owari sekai no hajimari?) de Kiyoshi Kurosawa : Yoko
- 2019 : The Master of Funerals (葬式の名人?)
- 2020 : The Confidence Man JP : Episode of the Princess (コンフィデンスマンJP プリンセス編?)

### TV drama
- Swan no Baka!: Sanmanen no Koi (スワンの馬鹿！ ～3万円の恋～?, "Stupid Swan -Love of 30 Thousand Yen-")  (octobre - décembre 2007）
- Taiyō to umi no kyōshitsu (太陽と海の教室?)  (juillet – september 2008)
- Majisuka Gakuen (マジすか学園?)  (janvier – mars 2010)
- Ryōmaden (龍馬伝?)  (mars - novembre 2010)
- Q10 (キュート?) (octobre–décembre 2010)
- Sakura kara no Tegami (桜からの手紙?) (février – mars 2011)
- Majisuka Gakuen 2 (マジすか学園2?)  (avril–juin 2011)
- Hanazakari no Kimitachi e (花ざかりの君たちへ?) (juillet – septembre 2011)
- Saikō no Jinsei no Owarikata: Ending Planner (janvier – mars 2012)
- Kasuka na kanojo (幽かな彼女?) (avril - juin 2013)
- Aki to fuyu no Tamako (秋と冬のタマ子?) (avril 2013)
- LEADERS (Mars 2014)
- Nobunaga Concerto (信長協奏曲) (octobre - décembre 2014)
- Dokonjou Gaeru (ど根性ガエル) (juillet - septembre 2015)
- Majisuka Gakuen 5 (マジすか学園5) (aout - octobre 2015)
- Busujima Yuriko no Sekirara Nikki (毒島ゆり子のせきらら日記) (Avril - Juin 2016)

### TV shows
- AKBingo!
- Shukan AKB (「週刊AKB」?)
- AKB48 Nemōsu TV (「AKB48ネ申テレビ」?)
- Gachi Gase

### Radio shows
- Atsuko Maeda's Heart Songs (Tokyo FM)

### Photobooks
- Atsuko Maeda 2009 Calendar
- 1st photobook Hai (1st写真集『はいっ』?)  (January 23, 2009）
- Atsuko Maeda 2010 Calendar
- 2nd Photobook Acchan in Hawaii (2nd写真集『あっちゃん in Hawaii』?) (25 février 2010)
- 3rd photobook Maeda Atsuko in Tokyo (3rd写真集『前田敦子 in Tokyo』?) (26 avril 2010)
- 4th photobook Atsuko in NY (7 juin 2010)
- 5th Photobook Bukiyō (16 mars 2012)

### DVD
- Mubōbi (無防備?) (16 février 2009）

### Blu-ray
- Mubōbi (無防備?)（6 juillet 2011, King Records)[16]